# Voi Sumatra
Voi Sumatra (Danh pháp khoa học: Elephas maximus sumatranus) là một phân loài của lài voi châu Á chỉ tìm thấy ở đảo Sumatra thuộc Indonesia. Chúng là phân loài nhỏ thứ hai, chỉ cao từ 1,7 đến 2,6 mét tính từ vai. Đôi khi chúng được gọi là voi bỏ túi vì kích thước nhỏ của chúng. Con voi cái nhỏ hơn con đực và không có ngà.

## Số lượng
Số lượng voi Sumatra trong môi trường hoang dã vào khoảng dưới 3.000 con. Hiện nay có khoảng từ 2.400 đến 2.800 con voi Sumatra còn sinh sống nơi hoang dã, con số này sụt giảm 50% so với số liệu thống kê được vào năm 1985, Cụ thể là số lượng voi Sumatra đã giảm nghiêm trọng từ 1.342 con năm 1985 xuống 210 con năm 2007, và đang giảm mạnh hơn nữa. Loài voi này đang có nguy cơ tuyệt chủng. Số lượng voi Sumatra chết hàng năm đang tăng lên, khiến số lượng của chúng tại Indonesia giảm xuống mức thấp nhất kể từ những năm 1980. 

## Thực trạng
Voi Sumatra đã cùng với đười ươi Sumatra, tê giác Java và tê giác Sumatra và hổ Sumatra nằm trong một danh sách ngày càng nhiều các loài thú có nguy cơ bị tuyệt chủng ở Indonesia. Nếu khuynh hướng bảo tồn rừng như hiện nay tiếp tục, thì voi Sumatra có thể bị tuyệt chủng nơi hoang dã trong chưa đầy 30 năm nữa. Nguyên nhân lượng voi này giảm nhanh là bị săn bắn trộm lấy ngà. Hành động phá rừng để làm đồn điền của con người trong vài năm qua khiến môi trường sống của voi Sumatra bị thu hẹp.
Việc mất đi 70% môi trường sống tự nhiên trong rừng, khiến chúng nguy cấp, tốc độ phá rừng nhanh chóng ở Sumatra là nguyên nhân chính khiến loài voi Sumatra đối mặt với nguy cơ tuyệt chủng ngày càng tăng cao. Môi trường thích hợp nhất cho loài voi cũng là vùng đất được nhiều người tìm kiếm để làm nơi sản xuất dầu cọ. Hai phần ba diện tích rừng ở Sumatra đã bị khai quang trong 25 năm vừa qua để dọn đường cho các đồn điền trồng cọ sinh lời cao. Môi trường sống của chúng thu hẹp dần do các công ty dầu cọ mở rộng diện tích canh tác trên đất rừng, đồng thời sử dụng thuốc nổ, thậm chí cả chất độc để ngăn cản voi phá đồn điền.
Nhận thức không đúng đắn của nhiều người về loài voi cũng góp phần vào sự sụt giảm của đàn voi Sumatra, khi cho voi là kẻ thù của họ, một số đồn điền dầu cọ đã xếp voi vào các loài phá hoại như sâu bướm và các loài gây hại khác. Người dân trong các làng ghét voi vì chúng thường phá đồn điền của họ, còn những kẻ săn trộm muốn giết voi để lấy ngà.
Trong năm 2012 đã có 27 con voi Sumatra bị chết, trong đó có 15 con ở Riau (phía Đông Sumatra) và 12 con ở Aceh (phía Bắc Sumatra). Người dân phát hiện xác của ba con voi Sumatra trong một đồn điền cọ ở phía tây Indonesia xác của ba con voi có tuổi từ khoảng 4 tới 5 năm nằm trong một đồn điền cọ, phát hiện một số bánh xà phòng gần xác lũ voi nên họ nghi chúng bị đầu độc, những con voi chết sau khi ăn những bánh xà phòng chứa chất độc chúng đã chết khoảng một tuần, có thể người dân hoặc những kẻ săn trộm đã sát hại voi. Đây là con voi Sumatra thứ hai chết chỉ trong vòng một tháng và nghi bị đầu độc.
Người ta cũng tìm thấy xác của hai con voi Sumatra ở phía tây tỉnh Aceh. Một con voi rừng đã bị tàn sát dã man, chặt đầu đẩy xác xuống suối tại thôn Pante Kuyun, huyện Aceh Jaya, tỉnh Jaya, Indonesia. Phần đầu con voi đã bị chặt đứt xác con voi rừng bị đẩy xuống con suối nhỏ và đã trương phình.